# سانتیپاپ چانگوم
سانتیپاپ چانگوم (تایلندی: สันติภาพ จันทร์หง่อม؛ زادهٔ ۲۳ سپتامبر ۱۹۹۶) بازیکن فوتبال اهل تایلند است.
وی همچنین در تیم‌های ملی فوتبال زیر ۲۳ سال تایلند، و تایلند بازی کرده‌است.